# Manije Acilije Glabrion (konzul 67. pr. Kr.)
Manije Acilije Glabrion (Manius Acilius Glabrio, sredina 1. stoljeća pr. Kr) bio je rimski političar iz doba kasne Republike. Godine 70. pr. Kr. je bio pretor urbanus, i kao takav predsjedao znamenitom suđenju Gaju Veru. Godine 67. pr. Kr. bijaše izabran za konzula te je zajedno s kolegom Gajem Kalpurnijem Pizonom donio zakon Lex Acilia Calpurnia, koji je teškim kaznama trebao iskorijeniti izbornu korupciju. Nakon smjenjivanja Lukula preuzeo je zapovijedništvo nad rimskim snagama u Ciliciji, ali ih nije mogao nadzirati, te ga je smijenio Pompej. Po povratku u Rim je sudjelovao u suđenju Katilininim zavjerenicima, zalažući se za njihovo pogubljenje. Što se poslije dogodilo s njim, nije poznato.